# Martin Vaculík (františkán)
Martin Vaculík, psaný též Waczulik († 5. srpna 1742) byl slovenský nebo moravský františkán působící v první polovině 18. století v uherské františkánské provincii Nejsvětějšího Salvátora. Podle některých zdrojů se narodil okolo roku 1680. Jeho aktivity byly úzce spojeny s konventem františkánů v Uherském Hradišti, patřícího administrativně v letech 1605–1785 do zmíněné uherské provincie. V roce 1727/1728 vyučoval Vaculík teologii na klášterních studiích právě v Uherském Hradišti. Zápisky z teologických přednášek lektora Vaculíka i dalších františkánských učitelů, vycházející dle františkánské školy z učení Petra Lombardského, si tehdy zapsal student Eliáš Mincer.
V roce 1734 byl Martin Vaculík provinciálem slovenské salvatoriánské františkánské provincie. Jeho péčí byly tehdy zpracovány a tiskem ve Vídni vydány řádové předpisy – statuta salvatoriánské provincie s titulem: Statuta municipalia Provinciae Hungariae SS. Fratrum Minorum Strictioris Observantiae. Následujícího roku 1735 Vaculík ukončil funkční období provinciála. S čestným titulem „pater emeritus“ se nicméně dále podílel na řízení salvatoriánské provincie jako její kustos.
Prokazatelně v této a téměř jistě i dřívější době se Martin Vaculík věnoval hudebnímu doprovodu liturgie ve františkánských kostelích. Můžeme u něj předpokládat funkci ředitele sboru nebo varhaníka. Zároveň zřejmě pociťoval nejednost v liturgickém zpěvu slovenských a uherských františkánů, kteří běžně používali starší i novější rukopisné hudební pomůcky. Zpracoval proto pro františkány příručku chorálu Cantus Gregorianus pausarum, tonorum, aliquorum hymnorum, et antiphonarum... Knihu vytiskl v roce 1735 v Olomouci příznivec františkánů František Antonín Hirnle, který tiskl většinu děl tehdy produkovaných ve františkánském řádu.  Vaculík v knize představil melodické vzorce pro liturgický recitativ (pausa) pro přednes evangelií nebo epištol. Představil žalmový vzorec podle osmi církevních tónin a tonus peregrinus. Ve příručce a zpěvníku najdeme obětní zpěvy pro Velikonoce, lamentace, vánoční hymny, adventní roráty, písně pohřební a další.
Další stopy po Martinu Vaculíkovi vedou opět do Uherského Hradiště. V roce 1737, kdy údajně ještě nebyl místním představeným, nechal v klášterním chrámu Zvěstování P. Marii obstarat nový oltář pro císařskou (Antlovu) kapli. V roce 1738 byl Vaculík již prokazatelně kvardiánem uherskohradišťského konventu. Jako i jeho předchůdci a následovníci pečoval o rozvoj místní klášterní knihovny, například nákupem knih ve Vídni za 30 zlatých. Tyto peníze získal cíleně pro tento účel od neznámého přívržence a na jeho úmysl byly odslouženy mše.
Františkán Martin Vaculík zemřel 5. srpna 1742 v Uherském Hradšti.